# Parafia św. Jana Ewangelisty i Opatrzności Bożej w Bartągu

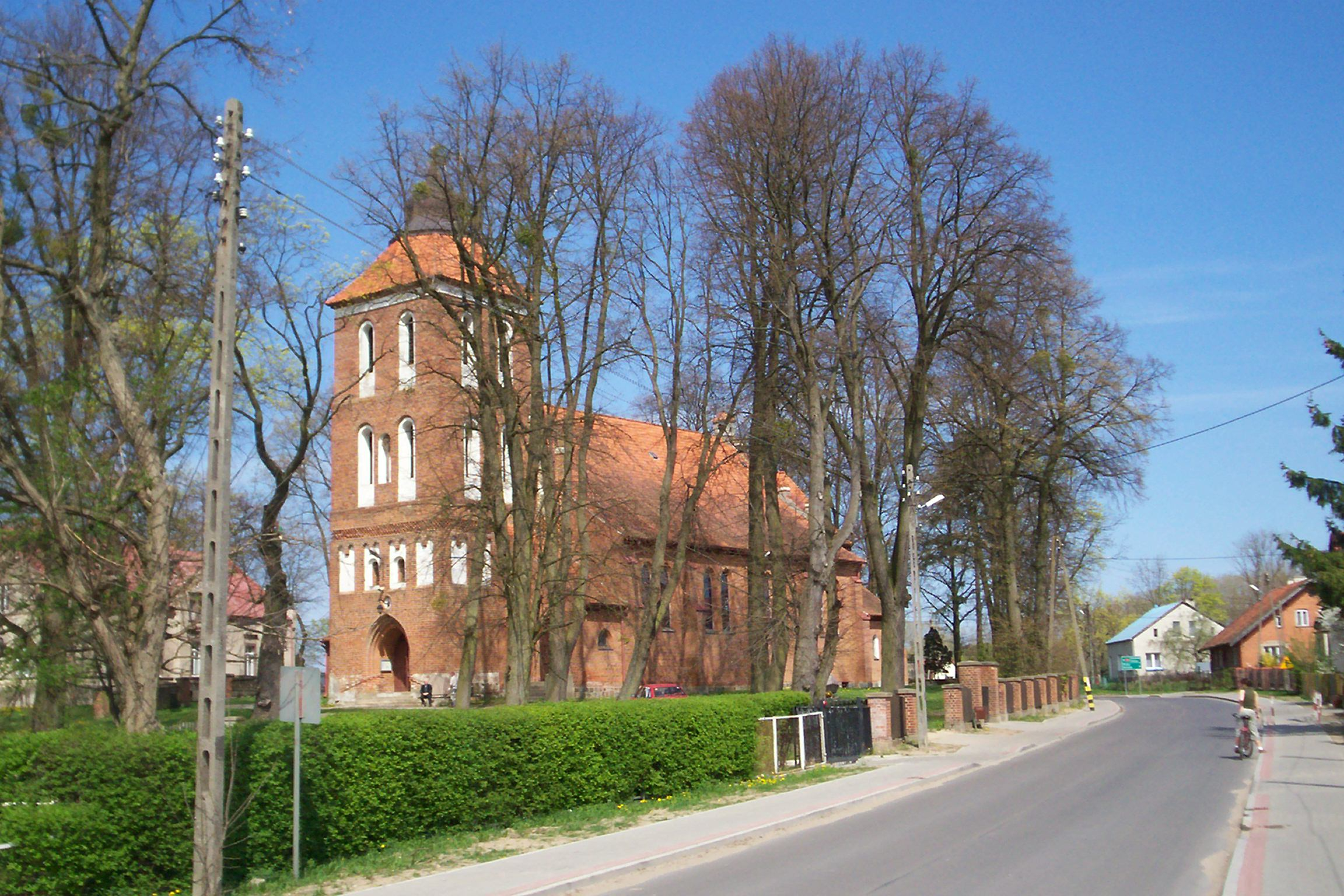
Widok z ul. Nad Łyną

Parafia św. Jana Ewangelisty i Opatrzności Bożej w Bartągu – rzymskokatolicka parafia w Bartągu, należąca do archidiecezji warmińskiej i dekanatu Olsztyn Południe. Kościół parafialny została utworzona w drugiej połowie XIV wieku. Zasięgiem obejmuje Bartąg, Ruś, Gągławki, Zazdrość, Binduga i Muchorowo oraz tzw. Osiedle Zacisze w Olsztynie.  Parafię prowadzą księża diecezjalni.

## Historia
Pierwszym proboszczem był Dietmar (wymieniony w dokumentach w 1348 roku). Kościół w Bartągu pw. św. Jana Apostoła powstał w 1363 roku. W 1681 roku uległ spaleniu. Ponownie konsekrowany w 1724 roku przez sufragana Jana Franciszka Kurdwanowsiego. Wyposażenie gotyckie, cenny ołtarz główny wykonano w 1695 roku w warsztacie królewieckiego snycerza Izaaka Riga, polichromie stropu pochodzą z 1724 roku. W 1800 roku dostawiono nową wieżę na planie prostokąta, hełm czterospadowo-cebulowy. W połowie XIX wieku świątynię regotyzowano, a w 1934 roku przebudowano i powiększono. W latach 1873–1886 wikariuszem był ks. J. Jabłoński, współzałożyciel i redaktor pisma „Warmiak”.

## Cmentarz
Niecałe 200 m od kościoła parafialnego znajduje się cmentarz parafialny.

## Odpusty
- ku czci Bożej Opatrzności, ostatnia niedziela sierpnia,
- ku czci św. Jana Ewangelisty, 27 grudnia,
- procesja z relikwiami Krzyża Pańskiego, niedziela po 14 września.

## Gazetka
Przy parafii funkcjonuje miesięcznik „Głos Parafii”. Wydano już 89 numerów (stan na styczeń 2020).